# مستشفى العباسية للصحة النفسية
مستشفى العباسية للصحة النفسية هي أشهر وأقدم مستشفى لعلاج الأمراض النفسية في مصر،تقع المستشفى بحي العباسية بمدينة القاهرة.
أنشئت المستشفى عام 1883، وتبلغ مساحتها الحالية حوالي 68 فدان تقريبا، كانت في السابق قصراً لأحد الأمراء، واندلع فيها حريق كبير التهم القصر، ولم ينجو من ذلك الحريق سوى مبنى مكون من طابقين تم طلاءه باللون الأصفر، وتحول بعد ذلك إلى أول مستشفى عقلي بالقاهرة عام 1883م، ليطلق عليه اسم السرايا الصفراء.
تخدم المستشفى 100 ألف مريض سنوياً و1300 مريض داخلي في مختلف خدمات الطب النفسي.

## أقسام المستشفى

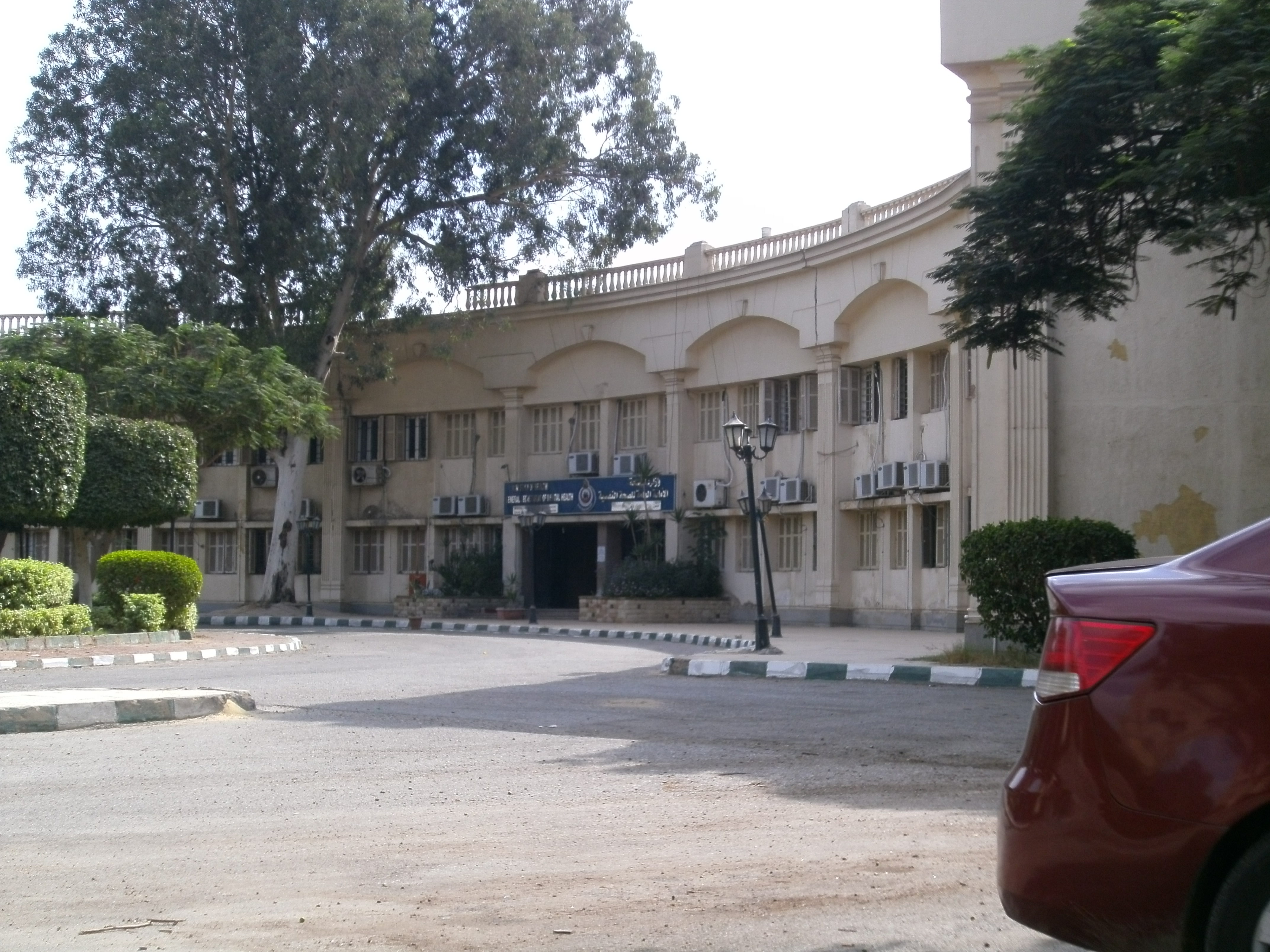
أحد أقسام المستشفى

يتكون المستشفى من قسمين، هما الإدمان، وقسم الصحة النفسية.المستشفى مقسمة لعدة مبان، منها مبنيان مخصصان للرجال، واثنان آخران للسيدات، وعنابر خاصة للمراهقين، وتحتضن أكثر من 10 آلاف مريض، ضمنهم محتجزون على ذمة قضايا حجر.
ويوجد مرضى من الصعيد حيث أرسلهم أهاليهم للمستشفى خوفاً من العار نظرا لمرض تلك الحالات بانفصام الشخصية أو أي مرض عقلي، حيث إن 90% من الحالات المحتجزة في المستشفى منسية، وأهلهم ‹‹رموهم ومبيسألوش عليهم، لكن احنا كل أهلهم» وذلك وفقاً لأحد العاملين بالمستشفى

### التكلفة
ثمن التذكرة جنيه واحد، وتشمل الكشف والمتابعة وصرف الأدوية، يتم علاج 60% من المرضى مجاناً أما الباقي فيوجد خدمة (درجة أولى) ثمنها 1000 جنيه شهرياً ووالاقتصادي درجة أولى 600، درجة ثانية 300،.

## نقل المستشفى
بدأت محاولة نقل المستشفى لمدينة بدر وهدم المستشفى الحالي واستغلال موقعه الهام لأغراض استثمارية في 2010 وهو ما رفضه العاملين بالمستشفى باعتبار أن مبني المستشفى تاريخي وبعد مدينة بدر عن المرض وهو ما سيمثل إرهاق لعشرات الاف المرضي وتم تنظيم وقفة احتجاجية.
وفي عام 2019 تجدد الجدل بشأن نقل المستشفى وذلك بعد قرار مجلس الوزراء بتخصيص قطعة أرض في مدينة بدر بمساحة 50.3 فدان، وجاء فيه النص صراحة على أنها مخصصة لإقامة مجمع طبي للصحة النفسية وعلاج الإدمان ( كبديل) لمستشفى العباسية، وذلك بتاريخ الأحد 24 من مارس 2019.
بينما نفت الحكومة المصرية نية الحكومة هدم أو نقل المستشفى.

## إنتهاكات للمرضى
في 2018 ظهرت مقاطع فيديو لتصوير بعض المرضى في أوضاع غير لائقة داخل المستشفى وتم إيقاف مدير المستشفى و11 ممرض بمعرفة الشؤون القانونية بوزارة الصحة. كما يوجد ادعاءات بوجود تعديات واعتداءات جسدية وبدنية في حق المرضي المحجوزين بالمستشفى من جانب أفراد طاقم التمريض.

### رد العاملين
ردت جبهة الدفاع عن مستشفى العباسية للصحة النفسية وهي الجبهة التي تدافع عن نقل المستشفى على الواقعة بأن تلك الصور والفيديوهات مجتزئة لا توضح الواقع وتم تصويرها بشكل مفتعل، وتم تصويرها بشكل متعمد بمعرفة بعض الأشخاص لتشويه فريق العمل بالمستشفى وأن ما حدث هو تضخيم للحادثة المفتعلة والمجتزئة وهو جزء من مخطط لتهيئة الرأي العام لاستقبال واستحسان قرار بنقل مستشفى العباسية للصحة النفسية من موقعها الحالي.
واتهموا محافظة القاهرة بعدم الترخيص لمشروعات حيوية للمرضى مثل توسعة العيادات الخارجية وساحات انتظار للمرضى وأهاليهم، ومشروع المركز القومي لطب نفسي الأطفال والمراهقين.وقيام المحافظة بإنشاء محطة تقوية شبكة محمول بمدخل المستشفى في حديقة العروبة مما يؤثر على صحة المرضى والعاملين رغم التحذيرات والشكاوى.كما اتهموا وزارة الصحة بإهمال المستشفى وتقليص الميزانية من 129 مليون جنيه إلى 50 مليون جنيه فقط ما أدى إلى توقف أعمال تطوير وبنية تحتية كان مقرر أن يتم إنجازها، وعدم وجود عمال نظافة بأعداد كافية مما أثر على الخدمة المقدمة وتحمل فريق التمريض القيام بأعمال ليست من اختصاصاتهم.